# Cort
Cort — виробник електро- і бас-гітар, акустичних гітар та укулеле. Офіс компанії знаходиться в Південній Кореї. Виробництво сконцентровано в Індонезії (Сурабаї) та Китаї (Далянь). Компанія є одним з найбільших виробників гітар у світі, також виробляє інструменти для інших компаній. На сьогодні Cort виробляє більше одного мільйона інструментів на рік.

## Історія
Джек Вестеймер (Jack Westheimer) налагодив ділові відносини з японськими виробниками гітар у 1960- х роках з метою ввезення гітар японського виробництва в США. З іменем Джека Вестеймера асоціюються багато торгівельних марок, таких як Teisco, Cortez, Pearl Drums, Silvertone, Kingston, Cort та інші. В 1973-му році Джек Вестеймер разом із партнером по бізнесу Янгом Парком (Yung H. Park) заснували південнокорейську компанію Yoo-Ah (англ. «you-and-I» — «ти-і-я»).
Cort Guitars — виробник гітар, чий офіс розташований у Південній Кореї, також має заводи з виробництва в Індонезії та Китаї. Це одне з найбільших гітарних виробництв у всьому світі, яке виготовляє інструменти для багатьох іменитих брендів.
Історія компанії заснована на діяльності Юнга Парку і Джека Вестхаймера. Вестхаймер був одним із перших промоутерів японських і південнокорейських гітар в США. Назва Cort утворилася від CORTEZ, бренду акустичних, головним чином, гітар з Азії під контрактом Вестхаймер. Вестхаймер заснував компанію Yoo-Ah з партнером Young H. Park в 1973 році, і фабрика для виробництва була побудована у Південній Кореї. Ця фабрика згодом і стала нинішньою фабрикою Cort. Марка Cort використовувалася ще в 1960-ті, але тільки з 1970 -х бренд привернув до себе увагу.
З часом Юнг Парк викупив частку Вестхаймер у бізнесі й дотепер залишається головним власником і адміністратором Cort. Фабрика, розташована в Incheon, в Південній Кореї була закрита у 2008 році. У Surabaya, Індонезія, знаходиться основна фабрика Cort. Більшість акустичних гітар Cort випускаються в Китаї (Далянь).

## Моделі
У Cort немає моделі, визначної для бренду, подібно Стратокастеру у Fender або Лес Полу у Gibson. Замість цього Cort виготовляє дуже велику лінію гітар, щоб задовольнити запити різних гітаристів у найрізноманітніших жанрах. Cort  випускає багато акустичних, електрогітар і електробас-гітар в концепції створення гарних виробів за конкурентоспроможною ціною.

### Електрогітари
На додаток до моделей, які виробляються тепер, Cort випускав серії S, Viva і ін. Кілька з ранніх Cort були прямими копіями популярних моделей типу Fender Stratocaster.

#### Серія Classic Rock
Бюджетна модель CR100 відрізняється від інших інструментів цієї серії пригвинченим до деки кленовим грифом (на інших моделях гриф із червоного дерева з палісандровою накладкою і вклеєний в корпус).
З 2011 року моделі, що вже стали популярними і отримали масу позитивних відгуків від покупців, TS100, TS200, TS250 від компанії Cort тепер будуть носити ім'я CR100, CR200, CR250. Специфікації їх залишаються без змін за винятком оновленого дизайну голови грифа з верхнім поріжком GraphTech Nubone для всіх моделей CR і звукознімачів ClassicRocker — II для моделей CR200, CR250. Доповнює модельний ряд CR в 2011 році нова модель — CR280.
Специфікації і моделі:
CR-100
- Конструкція: гриф на ґвинтах
- Корпус: червоне дерево
- Гриф: клен з палісандровою накладкою
- Мензура 24,75 "
- 22 лади
- Брідж Tune  — o-Matic, струнотримач Stop Bar
- Звукознімачі Powersound PSLP — 1F & PSLP  — 1R (HH)
- Управління: 2 гучність, 2 тембри, 3- позиційний перемикач
- Колір: Cherry Red Sunburst (CRS)
- Струни D'addario EXL110 (046—010)

CR-200 
- Конструкція: вклеєний гриф
- Корпус: червоне дерево
- Гриф: червоне дерево з палісандровою накладкою
- Мензура 24,75 "
- 22 лади
- Перламутрові блоки  — маркери ладів
- Брідж Tune  — o-Matic, струнотримач Stop Bar =
- Звукознімачі ClassicRocker  — II CR2NS -F & CR2NS -R (HH)
- Управління: 2 гучність, 2 тембри, 3-позиційний перемикач
- Колір: Black (BK)
- Струни D'addario EXL110 (046—010)

CR-250
- Конструкція: вклеєний гриф
- Корпус: червоне дерево з кленовим топом
- Гриф: червоне дерево з палісандровою накладкою
- Мензура 24,75 "
- 22 лади
- Перламутрові блоки  — маркери ладів
- Брідж Tune  — o -Matic, струнотримач Stop Bar
- Звукознімачі ClassicRocker  — II CR2NS -F & CR2NS -R (HH)
- Управління: 2 гучність, 2 тембри, 3-позиційний перемикач
- Колір: Trans Black (TBK)
- Струни D'addario EXL110 (046—010)

CR-280
- Конструкція: Вклеєний гриф
- Корпус: Червоне дерево з цільним кленовим топом і шпоною з хвилястого клена
- Гриф: Червоне дерево, класичний "C" профіль
- Накладка грифа: Палісандр, радіус 305 мм
- Окантування: біле по корпусу і грифу
- Лади : 22 / Large (2.7мм)
- Мензура: 24 3/ 4 "(629 мм)
- Інкрустація: Прямокутні маркери ладів з білого перламутру
- Бридж: TonePros Lic. Locking C — TPFP bridge & CT1 tailpiece
- Колки: Vintage
- Верхній поріжок: GraphTech Nubone
- Звукознімачі: ClassicRocker — II CR2NS-F & CR2NS-R (HH)
- Управління: 2 гучність, 2 тони, 3- позиційний перемикач
- Струни: D'addario EXL110 (046—010)
- Механіка: Нікельована
- Ручне доведення ладів, відбудова грифа і механіки у відділенні Cort Custom Shop
- Пошана і повага

CR-50

#### Серія G
Серія G створена за мотивами Fender Stratocaster — характерна «стратівська» форма корпусу, вінтажна тремоло, приґвинчений кленовий гриф, дека з липи або болотного ясена, мензура  25,5 ". Модель G200 навіть має стандартну для Stratocaster конфігурацію звукознімачів —  SSS (три сингли), в той час, як інші моделі серії мають конфігурацію HSS (у бриджеві позиції розміщений гамбакер), що більш характерно для  Fender Fat Strat.
Деки молодших моделей серії (G200, G210, G250, G254) виробляються з американської липи (basswood), в той час, як старші моделі (G260, G280, G290) виробляються з болотного ясена (swamp ash).
Моделі G250, G254, G260, G280 комплектуються тремоло Wilkinson VS50 II.
Всі моделі серії мають 5-позиційний перемикач звукознімачів (типу blade, характерний для  Stratocaster), один регулятор тону, один регулятор гучності. Моделі, починаючи з G250 і вище оснащені відсічкою звукознімачів (coil tap), що дозволяє за допомогою пуш-пулла на регуляторі тони перемикати бріджевий гамбакер в режим синглу.
- G110
- G200
- G210
- G250
- G254
- G260
- G280
- G290

#### Серія M ("Mirage")
Серія M створена за мотивами інструментів PRS  (Paul Reed Smith). Гітари цієї серії володіють характерною для  PRS  округлою формою корпусу з двома вирізами (так званими cutaway) у грифа, двома гамбакерами, декою і грифом з махагоні, гриф всіх моделей крім M200 вклеєна. Мензура всіх гітар серії М становить 24,75 ".
Бюджетна модель M200 відрізняється від інших інструментів даної серії пригвинченим до деки кленовим грифом (на інших моделях гриф їх махогані і вклеєна в корпус), а також відсутністю відсічення (на всіх інших моделях на регуляторі тони встановлений пуш-пулл, який дозволяє керувати відсічкою гамбакерів).
Модель M900 є напівакустичною гітарою.
В офіційних специфікаціях зазначено, що моделі M600, M600 T і M900 мають топом з вогненного або завилькуватогою клена, але за деякими даними видимість кленового топа створює фотофлейм, що покриває корпус.
- M200 (пригвинчений кленовий гриф)
- M520
- M600
- M600 T (варіація M600 з вінтажним тремоло замість ліцензійного TOM TonePros)
- M900 (напівакустична)

#### Серія KX (" Katana ")
- KX5
- KX5 FR
- KX1Q
- KX101
- KX-Custom

#### Серія Zenox
- Z22
- Z40
- Z42
- Z44
- Z64
- Z-Custom

#### Серія X
Серія X — це гітари виконання в стилі геві-метал. Найчастіше гітари серії X мають звукознімачі типу HH (два гамбакера), але в окремих моделях типу Cort X-6 стоять звукознімачі по конфігурації HSH.
- X-1
- X-2
- X-3
- X-5
- X-6
- X-6 SM
- X-11
- X-Custom HT
- X-TH

#### Серія EVL
- EVL-Z2
- EVL-K2
- EVL-Z4
- EVL-Z47
- EVL-K4
- EVL-K47
- EVL-K6
- EVL-Z6
- EVL-X4
- EVL-X6

#### Серія VX
- VX-2V
- VX-4V
- VX-2X
- VX-4X

#### Серія Jazz box
- Source
- Yorktown

#### Серія Signature (підписні інструменти)
- MBC-1 (Matthew Bellamy)
- HBS-II
- NZS-2

#### Серія Special edition
- X-2 SA
- X-6 SA
- X-Custom SA
- G250 FT
- EVL-Z2 (WH)
- EVL-K6 (WP).

### Акустика
Earth series — інструменти серії Earth втілюють в собі зовнішній вигляд і звучання акустичних гітар із золотої ери в гітаробудуванні. До цієї серії увійшли такі гітари як:
- Earth300V
- Earth300VF
- Earth100MD
- Earth100F
- Earth Series
- Earth100RW
- Earth Series
- Earth70
- Earth-Grand
- Earth Series
- Earth mini
- Earth Series
- Earth mini F Adirondack
- Earth100

MR series — моделі цієї серії поєднують в собі сучасну електроніку бренду Fishman і традиційність найкращих акустичних інструментів фірми Cort. До цієї серії увійшли такі гітари як:
- MR730FX
- MR710F
- MR710F-MD
- MR600F
- MR500E

Classical series— ця серія гітар пропонує широкий вибір класичних гітар з нейлоновими струнами, динамічним звучанням. До цієї серії увійшли такі гітари як:
- CEC7
- CEC5
- CEC3
- CEC1
- AC250
- AC250CF
- AC200
- AC160CF
- AC150
- AC120CE
- AC100
- AC70

Standard series— колекція цих акустичних гітар увібрала в себе все найкраще з багаторічного досвіду виробництва
- AD880
- AD880CE
- AD810
- AD810E
- AF510
- AF510E
- AP550
- AD mini
- AD mini M
- AF510M

### Баси
Masterpiece series, Signature series, GB series, Artisan series, Curbow series, PB1L series, Action series, EVL series

### Parkwood
Аж до 2006 року Cort випускав лінію високоякісних гітар під назвою Cort PARKWOOD. У 2006 році Cort вивів PARKWOOD у власний бренд і тепер на цій продукції немає емблеми Cort.

## Контрактне виробництво
Головне виробництво Cort сфокусовано не так на гітарах марки Cort, а скоріше на роботі за контрактами для інших компаній. Багато великих компаній використовують Cort для випуску недорогих гітар під своїм ім'ям. Ibanez, Parkwood, Schecter, копії G & L і лінія Squier by Fender — серед найвідоміших марок, які виробляє Cort. В останні роки маленькі компанії, відомі надзвичайно високою якістю гітар (і високими цінами), почали використовувати Корт для випуску бюджетних серій. Avalon, заснована в Північній Ірландії, продала 8000 гітар і більш ніж подвоїла свій дохід у попередньому році після укладення контракту з Cort.
Також, співпрацюють з Г'ю Менсоном, власником з Manson Guitar Works, разом випускаючи репліки гітар Manson.